# زينب بدوي
زينب بدوي (بالإنجليزية: Zeinab Badawi)‏ مذيعة سودانية بريطانية في بي بي سي نيوز.

## النشأة والتعليم
ولدت زينب في السودان ثم انتقلت أسرتها إلى بريطانيا وهي في سن الثانية إذ التحق والدها الإعلامي السوداني محمد خير البدوي بقناة ال بي بي سي العربية. كان جدها بابكر بدري من أنصار محمد أحمد المهدي ورائد تعليم المرأة في السودان الذي أنشأ جامعة الأحفاد للبنات.
تعلمت زينب في مدرسة هورنزي الثانوية للبنات في شمال لندن، ثم درست الفلسفة والسياسة والاقتصاد بكلية سانت هيلدا في جامعة أوكسفورد. حازت على درجة الماجستير في السياسة وعلم الاجتماع في الشرق الأوسط من مدرسة الدراسات الشرقية والإفريقية بجامعة لندن في عام 1989.

## العمل الإذاعي
بدأت زينب العمل كباحثة ومذيعة في تلفزيون يوركشاير عام 1982وحتى عام 1986وأمضت سنتين مع قناة بي بي سي - مانشستر ثم عملت مذيعة للأخبار الرئيسية في القناة الرابعة البريطانية حتى عام 1998حيث انضمت إلى البي بي سي. وهي أول سودانية تعمل في البي بي سي لتلتحق بها الإعلامية رشا كشان في القسم العربي.

### مع البي بي سي
عملت كمراسلة للبث الحي من قصر ويستمنستر لمدة خمس سنوات.
في عام 2005أصبحت مذيعة برنامج العالم في قناة بي بي سي الرابعة، وهو أول برنامج بريطاني يومي مكرس للأخبار العالمية. أعيدت تسمية البرنامج في 2007الى اخبار العالم اليوم واصبح يبث في قناة بي بي سي الإخبارية العالمية.
قدمت عدة حلقات في برنامج هارد توك من بينها استضافة شخصيات سياسية سودانية مثل عمر البشير، وغازي صلاح الدين، ومحمد حمدان دقلو وبعض وجوه ثورة ديسمبر 2018.
غطت انتخابات جنوب افريقيا 2014 من جوهانسبرغ للقناة الإخبارية والإخبارية العالمية.
تقدم برنامج عقول نوبل السنوي منذ عام 2012، البرنامج الذي يغطي احتفالات جوائز نوبل ويستضيف الفائزين بها.
غطت انتخابات بريطانيا 2010.
كما قدمت عدة حلقات خاصة منها سلسلة تاريخ افريقيا التي كانت من انتاجها في عام 2017 وقدمت حلقتين خاصتين في هارد توك اكسترا في عام 2006استضافت فيهما سوزان سراندون وميا فارو كما قدمت برنامج مناظرة بي بي سي العالمية: النساء في العالم العربي عام 2005.